# 弗婆颇求尼
弗婆颇求尼，又作前德宿，是印度占星学二十七宿（纳沙特拉）之一，与中国二十八宿的张宿相对应。
弗婆颇求尼由金曜统治，守护神为跋伽。它的联络星是西上将（狮子座σ）。
传统上，印度人为婴儿取名会以其出生时月亮所在的宿为依据，其名字的首字母是与这一宿对应的四个梵文字母之一。与弗婆颇求尼相应的梵文字母分别为。